# Elizabeth den Hartog
Elizabeth den Hartog (Goes, 1962) is een Nederlands kunsthistorica, die gespecialiseerd is in middeleeuwse beeldhouwkunst. Ze is in Nederland bekend als kenner bij uitstek van romaanse en gotische bouwsculptuur. Ze publiceerde onder andere over de iconische kapitelen en andere romaanse sculpturen in Maastricht en elders in het Maasland. Den Hartog is bezig een database op te bouwen van gotische bouwsculptuur in Nederland en is betrokken bij een project dat zich richt op de kerkenbouw in Lotharingen omstreeks het jaar 1000. Ze is tevens directeur van de Kastelenstichting Holland en Zeeland.

## Biografische schets

### Opleiding en loopbaan
Elizabeth den Hartog werd geboren in het Zeeuwse Goes, maar groeide op in Nijmegen. Als dochter van een bioloog wist ze als kind al dat ze wetenschapper wilde worden. In 1979 vertrok ze naar Londen om kunstgeschiedenis te studeren aan het Courtauld Institute of Art van de Universiteit van Londen. Haar interesse ging oorspronkelijk uit naar Franse rococoschilders. Toen ze tijdens haar studie de kathedraal van Canterbury mocht bestuderen, verloor ze naar eigen zeggen haar hart aan de middeleeuwse beeldhouwkunst. In 1988 promoveerde zij aan hetzelfde instituut op een proefschrift getiteld: Twelfth-century architecture and sculpture in the diocese of Liège and the former duchy of Brabant, a formal analysis and a study of the origins, functions and symbolism. In 1992 werkte ze de tekst van haar dissertatie om in wat haar eerste grote publicatie zou worden (zie Bibliografie).
Sinds 1986 is Den Hartog universitair docent aan het Kunsthistorisch Instituut van de Universiteit Leiden, waar ze diverse cursussen verzorgt en masterstudenten en promovendi begeleidt.

### Romaanse bouwsculptuur in het Maasland
Vanaf het begin van haar loopbaan hield Den Hartog zich bezig met de romaanse beeldhouwkunst in het Luiks-Limburgse Maasland. Ze trad daarmee in de voetsporen van de indertijd bekende prof. dr. J.J.M. Timmers, die de term Maaslandse kunst populariseerde. De in de jaren 1980 en begin jaren 1990 sterk in de publieke belangstelling staande restauratie van de Sint-Servaaskerk in Maastricht leidde in deze periode tot een stroom van publicaties over deze middeleeuwse kapittelkerk en haar kunstschatten. Ook Elizabeth den Hartog droeg hieraan bij met artikelen over de cenotaaf van Monulfus en Gondulfus, het voormalig gotisch doksaal, het vroeggotisch Bergportaal en de romaanse en gotische kapitelen.

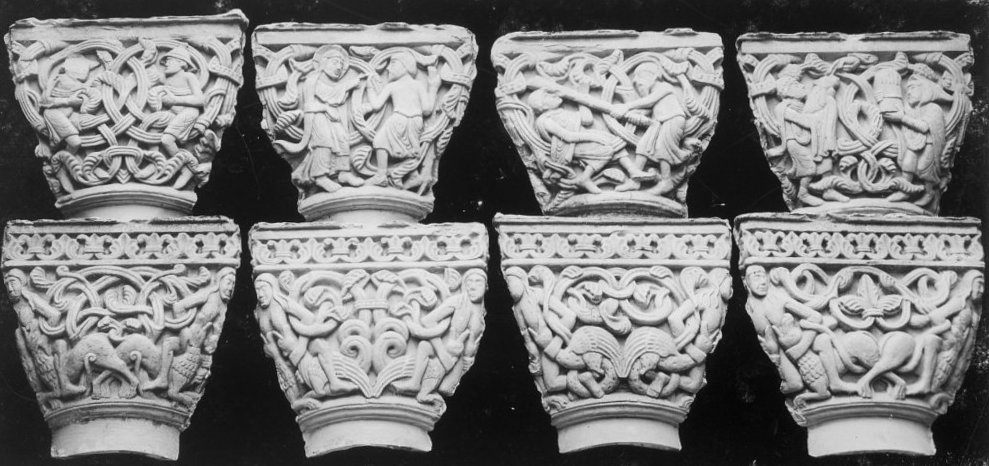
Iconische kapitelen in de kooromgang van de Onze-Lieve-Vrouwebasiliek in Maastricht

In 1999 ontving Den Hartog een beurs van de Mondriaan Stichting, waardoor ze haar onderzoek naar de romaanse bouwsculptuur in Maastricht kon voortzetten. Ze verrichtte archiefonderzoek en bestudeerde de bouwsculptuur in situ in de beide voormalige kapittelkerken van Maastricht, in het Bonnefantenmuseum en elders in Nederland, België en Duitsland. Het feit dat de kapitelen in het westwerk van de Sint-Servaas en die in de kooromgang van de Onze-Lieve-Vrouwe zich op moeilijk bereikbare plaatsen bevinden, maakte het onderzoek extra zwaar, maar met hulp van ladders, lampen, behulpzame kosters en haar echtgenoot klaarde ze de klus. Met haar gedegen kennis van de romaanse beeldhouwkunst kon Den Hartog verbanden leggen tussen de twaalfde-eeuwse Maaslandse bouwsculptuur en die elders in Europa. Opzienbarend was haar stelling dat het Maastrichtse 'Heimo-atelier', dat tot in Utrecht, Bonn en Eisenach actief was, waarschijnlijk uit Noord-Italiaanse of in Noord-Italië opgeleide steenbeeldhouwers ('steinmetsen') bestond. In 2002 verscheen haar uitputtende, 570 pagina's tellende inventarisatie van de romaanse sculptuur in Maastricht: Romanesque sculpture in Maastricht, uitgegeven door het Bonnefantenmuseum. Den Hartog was in deze periode tevens gastconservator bij het Bonnefantenmuseum, waar ze de tentoonstelling De Weg naar het Paradijs (2003-2004) voorbereidde, en waarvoor ze de gelijknamige catalogus schreef.
Den Hartogs interpretatie van de iconografie van de kapitelen in het koor van de Onze-Lieve-Vrouwebasiliek stuitte in Maastricht op enige kritiek. Met name het verband dat ze trachtte te leggen tussen het vrij negatieve wereldbeeld dat er uit spreekt en het fiasco van de Tweede Kruistocht (1147-1149), werd door sommigen beschouwd als een onterechte beschuldiging van pessimisme, en zelfs antisemitisme, aan het adres van de toenmalige opdrachtgevers, het kapittel van Onze-Lieve-Vrouwe.

### Gotische bouwsculptuur, Kastelenstichting en andere projecten
In opdracht van de Rijksdienst voor het Cultureel Erfgoed onderzoekt Den Hartog de gotisch bouwsculptuur (tot 1600) in heel Nederland, met als doel om tot een volledig overzicht te komen. Ze bestudeerde onder andere de bouwsculptuur van de Grote of Sint-Bavokerk in Haarlem, de Pieterskerk in Leiden, de Domkerk in Utrecht, de Maartenskerk in Doorn, de Eusebiuskerk in Arnhem, de Oude Calixtuskerk in Groenlo, de Grote of Sint-Stevenskerk in Nijmegen en de Munsterkerk in Roermond.
Daarnaast bestudeert Den Hartog kastelen en buitenplaatsen in Nederland, door deze in een internationale context te plaatsen. Deze interesse vloeit voort uit haar werk voor de Kastelenstichting Holland en Zeeland, die zich onder andere inzet voor het behoud van de kasteelruïnes van Teylingen en Brederode. Verder houdt Den Hartog zich bezig met de kerkelijke architectuur uit omstreeks 1000 in het gebied van het voormalige hertogdom Lotharingen. Dit project maakt deel uit van de wijdere onderzoeksgroep Francia Media.

### Privé
Elizabeth den Hartog woont met haar man in het Zuid-Hollandse Voorhout. Haar vrije tijd besteedt ze voornamelijk aan tuinieren. Naar eigen zeggen is ze dankzij haar twee volkstuinen voor 95% zelfvoorzienend wat betreft groenten en fruit.